# S&M Airlines
| 전문가 평가  | 전문가 평가 |
| 평가 점수    | 평가 점수   |
| 출처         | 점수        |
| ------------ | ----------- |
| Allmusic     | [ 1 ]       |
| Punknews.org | 4.5/별      |

《S&M Airlines》는 미국의 펑크 록 밴드 NOFX의 두 번째 스튜디오 음반이다. 1989년 9월 5일, 에피타프 레코드를 통해 발매되었다. 에피타프에서 밴드의 첫 번째 발매이기도 했다. 타이틀곡을 위해 뮤직 비디오가 제작되었다.

## 배경
이 음반은 웨스트비치 레코더에서 단 6일 만에 녹음되고 믹싱되었다. 배드 릴리전의 그렉 그래핀과 브렛 구어위츠(이 음반을 프로듀싱하기도 하고 에피타프의 창시자이기도 함)가 마지막 트랙인 플리트우드 맥의 노래 〈Go Your Own Way〉의 커버에 참여한다. 그들은 또한 몇몇 다른 노래들에 화음을 넣었다. 베이시스트 겸 가수인 팻 마이크는 이 음반이 최초의 진짜 NOFX 음반이라고 생각한다. 이 음반은 배드 릴리전과 리치 키즈 온 LSD에서 많은 영감을 받았고, 밴드가 멜로디컬하고 메탈릭한 사운드를 향해 더 나아가는 것을 보여주었다. 이 음반은 발매되자마자 3,500장이 팔렸다.

## 곡 목록
모든 곡들은 특별한 언급이 없는 한 팻 마이크에 의해 작사/작곡하였다.
| #   | 제목                                     | 작사·작곡         | 재생 시간 |
| --- | ---------------------------------------- | ----------------- | --------- |
| 1.  | 〈Day to Daze〉                          | 마이크, 에릭 멜빈 | 1:58      |
| 2.  | 〈Five Feet Under〉                      |                   | 2:42      |
| 3.  | 〈Professional Crastination〉            | 마이크, 멜빈      | 2:46      |
| 4.  | 〈Mean People Suck〉                     |                   | 2:02      |
| 5.  | 〈Vanilla Sex〉                          |                   | 2:35      |
| 6.  | 〈S&M Airlines〉                         |                   | 4:41      |
| 7.  | 〈Drug Free America〉                    | 마이크, 멜빈      | 3:41      |
| 8.  | 〈Life O'Riley〉                         | 마이크, 멜빈      | 1:53      |
| 9.  | 〈You Drink, You Drive, You Spill〉      |                   | 2:22      |
| 10. | 〈Scream for Change〉                    |                   | 2:54      |
| 11. | 〈Jaundiced Eye〉                        |                   | 3:50      |
| 12. | 〈Go Your Own Way〉 (플리트우드 맥 커버) | 린지 버킹엄       | 2:18      |